# Jinchang
Jinchang är en stad på prefekturnivå i centrala delen av provinsen Gansu i nordvästra Kina. Den ligger omkring 310 kilometer nordväst om provinshuvudstaden Lanzhou. Staden är belägen till väst om Gula floden, på gränsen till Qinghaiprovinsen.

## Administrativ indelning
| Karta    | Karta     | Karta     | Karta          | Karta             | Karta     | Karta                    |
| -------- | --------- | --------- | -------------- | ----------------- | --------- | ------------------------ |
|          |           |           |                |                   |           |                          |
| Nr       | Namn      | Kinesiska | Pinyin         | Befolkning (2020) | Yta (km²) | Befolkningstäthet (/km²) |
| Distrikt |           |           |                |                   |           |                          |
| 1        | Jinchuan  | 金川区    | Jīnchuān qū    | 260 385           | 3 060     | 85                       |
| Härad    |           |           |                |                   |           |                          |
| 2        | Yongchang | 永昌县    | Yǒngchāng xiàn | 177 641           | 4 489     | 40                       |

## Klimat
Genomsnittlig årsnederbörd är 275 millimeter. Den regnigaste månaden är juli, med i genomsnitt 70 mm nederbörd, och den torraste är januari, med 2 mm nederbörd.